# Ricardo Colautti
Ricardo Colautti (Buenos Aires, 14 de diciembre de 1937-ibidem, octubre de 1992) fue un escritor, abogado y escribano argentino. Autor de tan sólo tres novelas breves publicadas entre los años 1971 y 1988, pasó inadvertido en su época, hasta que, en el 2008, la editorial Mansalva recopiló su obra completa.

## Biografía
Ricardo Colautti nació el 14 de diciembre de 1937 en la ciudad de Buenos Aires, Argentina, donde trabajó como abogado y escribano durante más de 25 años. Además, contrajo matrimonio y tuvo dos hijos. En 1971 publicó su primera novela, Sebastián Dun, en la editorial Sudamericana.
Después de que Daniel Divinsky, fundador de Ediciones de la Flor, se convirtiese en su editor, Colautti publicó dos novelas más bajo ese sello: La conspiración de los porteros (de 1976) e Imagineta (de 1988). El escritor falleció a los 54 años en octubre de 1992, víctima de un enfisema pulmonar. En el 2008, la editorial Malsalva reunió su obra completa bajo el título de su segunda obra.

## Obra

### Novela
- Sebastián Dun (1971, Sudamericana)
- La conspiración de los porteros (1976, Ediciones de la Flor)
- Imagineta (1988, Ediciones de la Flor)
- La conspiración de los porteros (2008, Mansalva)